# Colonia Reconstrucția, Brașov
Colonia Reconstrucția este un sat în comuna Feldioara din județul Brașov, Transilvania, România.